# Brandon McCoy
Brandon Lee McCoy (San Diego, 11 giugno 1998) è un cestista statunitense.

## Palmarès
- McDonald's All-American Game (2017)